# پژوهشگاه مواد و انرژی
پژوهشگاه مواد و انرژی یک مرکز علمی پژوهشی است که به‌طور مستقل و زیر نظر وزارت علوم، تحقیقات و فناوری در زمینهٔ مواد و انرژی فعالیت می‌کند. این پژوهشگاه از ۴ پژوهشکدهٔ سرامیک، انرژی، نیمه‌هادی‌ها و فناوری نانو و مواد‌ پیشرفته تشکیل شده‌است که در ۱۲ گروه تخصصی به فعالیت‌های تحقیقاتی در زمینه‌های مرتبط با مواد و انرژی می‌پردازند.

## تاریخچه
هستهٔ اولیهٔ پژوهشگاه مواد و انرژی در سال ۱۳۴۷ با تأسیس آزمایشگاه خواص مواد در دانشکدهٔ برق دانشگاه صنعتی شریف (دانشگاه صنعتی آریامهر پیشین) شکل گرفت. سپس در سال ۱۳۵۱ به‌صورت آزمایشگاهی مستقل با عنوان «آزمایشگاه خواص و کاربرد مواد» (Materials Research and Application Laboratory M.R.A.L)، با مشارکت دانشکدهٔ برق و دانشکدهٔ فیزیک در دانشگاه صنعتی شریف آغاز به‌کار کرد.
در نخستین اساسنامهٔ پژوهشگاه سال ۱۳۵۳ مصوب هیئت وزیران و با ریاست دکتر سیاوش وجدانی، در چهار بخش تحقیقاتی آلودگی هوا، مواد، انرژی و الکترونیک و کامپیوتر؛ با هدف ایجاد ارتباط با صنایع داخلی و رفع مشکلات فنی و اساسی آن‌ها، فعالیت خود را به‌طور مستقل به‌عنوان «مرکز پژوهش‌های خواص و کاربرد مواد و نیرو» آغاز کرد.
در سال ۱۳۶۱ هیئت وزیران، انتزاع مرکز را از دانشگاه صنعتی شریف، تصویب و آن را به‌طور مستقل از واحدهای وابسته به وزارت علوم، تحقیقات و فناوری اعلام کرد.
در سال ۱۳۶۵، آزمایشگاه‌های مرکز به محل استقرار دائمی و کنونی خود واقع در مشکین‌دشت کرج منتقل شدند و برگزاری دوره‌های مشترک کارشناسی ارشد در رشتهٔ مهندسی مواد-سرامیک، با همکاری دانشگاه علم و صنعت آغاز شد.
در سال ۱۳۶۹ برگزاری دورهٔ دکترای مواد گرایش سرامیک با همکاری مؤسسهٔ سرامیک شانگهای چین آغاز شد.
در سال ۱۳۷۱ طبق رأی شورای گسترش آموزش عالی مرکز پژوهش‌های خواص و کاربرد مواد و نیرو به «پژوهشگاه مواد و انرژی»
Materials and Energy Research Center(MERC) تغییر نام یافت و مجوز برگزاری دورهٔ کارشناسی ارشد مستقل به پژوهشگاه اعطا شد. در سال ۱۳۷۳، پژوهشگاه مجوز اخذ دانشجوی دکتری در رشتهٔ مهندسی مواد را به‌طور مستقل دریافت نمود.
در دومین اساسنامهٔ پژوهشگاه سال ۱۳۷۲ مصوب شورای گسترش آموزش عالی، اهداف و وظایف پژوهشگاه با سه پژوهشکده؛ سرامیک (گروه‌های فرآوری مواد سرامیکی، سرامیک‌های سلیکاتی و سرامیک‌های مهندسی)، پژوهشکدهٔ نیمه‌هادی‌ها (گروه‌های شناخت مواد، رشد بلور، ساخت قطعات و کامپیوتر) و پژوهشکدهٔ انرژی (گروه‌های انرژی خورشیدی، تبدیل و ذخیرهٔ انرژی و محیط‌زیست و انرژی) تعیین شد. در سال ۱۳۸۹ پژوهشکدهٔ فناوری نانو و مواد پیشرفته، پیرو اجرای مصوبهٔ دهمین نشست هیئت امنای پژوهشگاه و تأیید وزیر علوم، تحقیقات و فناوری تشکیل شد.
بخش‌های اصلی پژوهشگاه شامل حوزهٔ ریاست، معاونت مالی، اداری و پشتیبانی، معاونت پژوهش و تحصیلات تکمیلی، معاونت فناوری، پژوهشکده‌ها و مرکز رشد است.
این پژوهشگاه از ۴ پژوهشکدهٔ سرامیک، انرژی، نیمه‌هادی‌ها و فناوری نانو و مواد پیشرفته تشکیل شده‌است که در ۱۲ گروه تخصصی به فعالیت‌های تحقیقاتی در زمینه‌های مرتبط با مواد و انرژی می‌پردازند.
پژوهشگاه دارای ۶۵ نفر عضو هیئت علمی و ۸۶ نفر عضو غیر هیئت علمی، ۹۹ دانشجوی کارشناسی ارشد (در حال تحصیل) در رشته‌های مهندسی مواد (سرامیک، نانومواد و شناسایی و انتخاب مواد)، مهندسی پزشکی (بیو مواد)، مهندسی انرژی‌های تجدیدپذیر – فیزیک (مادهٔ چگال) و ۹۳ دانشجوی دکتری (در حال تحصیل) در رشته‌های مهندسی مواد و مهندسی پزشکی (بیومواد) است.

## روسای پژوهشگاه از ابتدا تا کنون
- دكتر سياوش وجداني (۱۳۵۳/۰۴/۲۶ تا ۱۳۵۸/۰۴/۱۵)[۶]
- دكتر مهدي جعفري روحاني (۱۳۵۸/۱۱/۰۱ تا ۱۳۶۰/۰۱/۰۵)
- دكتر سيد ابوالفضل سيد سجادي (۱۳۶۰ تا ۱۳۶۲)[۷]
- دكتر فتح‌الله مضطرزاده (۱۳۶۲/۰۱/۲۲ تا ۱۳۸۵/۰۲/۱۵)
- دكتر سید خطيب‌الاسلام صدرنژاد (۱۳۸۵/۰۲/۱۶ تا ۱۳۸۸/۱۱/۰۲)
- دكتر علي‌ اصغر توفيق (۱۳۸۸/۱۱/۰۳ تا ۱۳۹۳/۰۲/۰۵)[۸]
- دكتر سيد محمد مهدي‌ هادوي (۱۳۹۳/۰۲/۰۶ تا ۱۳۹۶/۰۱/۲۵)[۹]
- دكتر سید محمد تقي صالحي (۱۳۹۶/۰۱/۲۶ تا ۱۳۹۷/۰۸/۲۲)[۱۰]
- دكتر علي‎ رضا خاوندي (۱۳۹۷/۰۸/۲۲ تا ۱۴۰۰/۰۹/۲۹)[۱۱]
- دكتر حميد اميدوار (۱۴۰۰/۰۹/۲۹ تا كنون)[۱۲]

## فضای عمرانی پژوهشگاه
مساحت کل پژوهشگاه ۲۲۰٬۱۵۰ متر مربع (۲۲ هکتار) است که دارای حدود ۳۰ هزار متر مربع بنا، مشتمل بر فضاهای آموزشی، اداری، آزمایشگاه، کارگاه، پایلوت، کتابخانه، سالن اجتماعات، خوابگاه و مجموعهٔ ورزشی است.

## پژوهشکده‌ها
۱- پژوهشکدهٔ انرژی
پژوهشکدهٔ انرژی از بدو تأسیس پژوهشگاه تحت عنوان «بخش آلودگی هوا» و به منظور تحقیق و مطالعه و ارزیابی منابع انرژی‌های تجدیدپذیر راه‌اندازی شد. در حال حاضر با سه گروه انرژی خورشیدی، تبدیل و ذخیرهٔ انرژی و محیط‌زیست و انرژی فعالیت می‌کند.
۲- پژوهشکدهٔ نیمه‌هادی‌ها
نقطهٔ آغازین پژوهشگاه مواد و انرژی از پژوهشکدهٔ نیمه‌هادی‌ها شروع شده‌است. در سال ۱۳۵۳ و از بدو تأسیس مرکز پژوهش‌های خواص و کاربرد مواد و نیرو در دانشگاه صنعتی شریف، به عنوان بخش مواد نیمه‌رسانا (گروه ساخت و قطعات کنونی) کار خود را آغاز کرد و با سه گروه رشد بلور، ساخت قطعات و شناخت مواد در حال فعالیت است.
۳- پژوهشکدهٔ سرامیک
این پژوهشکده از بدو تأسیس پژوهشگاه با نام بخش مواد فعالیت خود را آغاز کرد. در سال ۱۳۷۲ و تشکیل پژوهشکدهٔ سرامیک، با سه گروه سرامیک‌های مهندسی، سرامیک‌های سلیکاتی و فراوری مواد اولیه کار خود را آغاز کرد.
۴- پژوهشکدهٔ فناوری نانو و مواد پیشرفته
این پژوهشکده در ابتدا در سال ۱۳۸۳، تحت عنوان گروه نانو مواد تشکیل شد. در تیرماه ۱۳۸۴ اقدام به راه‌اندازی آزمایشگاه تخصصی الکتروشیمی نمود. این پژوهشکده دارای سه گروه نانو مواد، مواد و فناوری‌های زیستی و تکنولوژی سطح و لایهٔ نازک است.

## توانمندی‌ها و رسالت
توانمندی‌ها
تحقیق در زمینهٔ عوامل آلودگی محیط‌زیست و اندازه‌گیری آن‌ها، تصفیهٔ پساب‌های صنعتی، شیرین‌سازی آب، بکارگیری تمامی مباحث مربوط به انرژی خورشیدی، ساختمان انرژی صفر، مواد پزشکی و ایمپلنت‌ها، مواد بسته‌بندی و آنتی باکتریال و ضد لک نانویی، کنترل خوردگی فلزات شکل‌دهی و شبیه‌سازی فرایندهای تولید مواد فلزی، بکارگیری سرامیک‌ها و کامپوزیت‌ها در صنایع پیشرفتهٔ الکترونیک، صنایع فلزی و …، تخلیص مواد گرانبها، شناسایی و ترمیم اشیای باستانی، باتری و حسگرها، ساخت تجهیزات و ادوات شناسایی مواد و سطوح و سایر حوزه‌های مرتبط با مواد و انرژی‌های نو از مهم‌ترین فعالیت‌های پژوهشگاه است.
رسالت پژوهشگاه
مشارکت در ارتقاء و بهبود شرایط زندگی مردم از طریق:
- انجام پژوهش‌های بنیادین به منظور تولید علمی که به فناوری برسد.
- انجام تحقیقات کاربردی منجر به کسب فناوری‌های مرتبط با تولید و مصرف انرژی و توسعهٔ مواد پیشرفته.
- تجاری‌سازی فناوری‌ها و ارائهٔ دستاوردها به جامعه.
- تربیت پژوهشگران خبره، نوآور، کارآفرین و کارآمد.